# Criollas de Caguas 2010
Questa voce raccoglie le informazioni riguardanti le Criollas de Caguas nella stagione 2010.

## Organigramma societario
Area direttiva
- Presidente: Francisco Ramos

Area tecnica
- Allenatore:  Rubén Cruz (esonerato a marzo), poi Xiomara Molero

## Rosa
| N° | Nome               | Ruolo | Data di nascita   | Nazionalità sportiva |
| -- | ------------------ | ----- | ----------------- | -------------------- |
| 1  | Millianett Mojica  | S/O   | 11 dicembre 1983  | Porto Rico           |
| 2  | Lourdes Isern      | L     | 15 settembre 1978 | Porto Rico           |
| 3  | Yarimar Rosa       | S     | 20 giugno 1988    | Porto Rico           |
| 5  | Mariemir Del Valle | -     | -                 | Porto Rico           |
| 6  | Stephanie Enright  | S     | 15 dicembre 1990  | Porto Rico           |
| 7  | Michelle Nogueras  | P     | 5 dicembre 1988   | Porto Rico           |
| 8  | Megan Hodge        | S     | 15 ottobre 1988   | Stati Uniti          |
| 9  | Nancy Meendering   | S/O   | 18 settembre 1978 | Stati Uniti          |
| 10 | Diana Reyes        | C     | 3 febbraio 1993   | Porto Rico           |
| 11 | Glorimar Ortega    | P     | 21 novembre 1983  | Porto Rico           |
| 12 | Odemaris Díaz      | C     | 15 marzo 1982     | Porto Rico           |
| 13 | Shirley Ferrer     | S/O   | 23 giugno 1991    | Porto Rico           |
| 14 | Shonda Cole        | S/O   | 21 giugno 1985    | Stati Uniti          |
| 16 | Alexandra Oquendo  | C     | 3 febbraio 1984   | Porto Rico           |
| ?  | Christine Tan      | L     | 28 ottobre 1987   | Stati Uniti          |
| ?  | Lymaris González   | P     | -                 | Porto Rico           |
| ?  | Doris Torresola    | P     | -                 | Porto Rico           |

## Statistiche

### Statistiche di squadra
| Competizione | Punti | In casa | In casa | In casa | In trasferta | In trasferta | In trasferta | Totale | Totale | Totale |
| Competizione | Punti | G       | V       | P       | G            | V            | P            | G      | V      | P      |
| ------------ | ----- | ------- | ------- | ------- | ------------ | ------------ | ------------ | ------ | ------ | ------ |
| LVSF         | 32    | -       | -       | -       | -            | -            | -            | 28     | 12     | 16     |
| Totale       | -     | -       | -       | -       | -            | -            | -            | 28     | 12     | 16     |

G = partite giocate; V = partite vinte; P = partite perse